# Publication des bans
Pour les articles homonymes, voir Ban.
La publication des bans est une procédure ayant pour utilité de rendre publique l'imminence d'un mariage, et ainsi de veiller à ce que toute personne soit à même de s'y opposer, en démontrant d'éventuels empêchements.

## Historique
La publication des bans de mariage n'est pas une invention républicaine. Elle existait bien avant l'instauration du mariage civil, déjà dans la tradition chrétienne, où elle remonte aux conciles de Latran (en 1215) et de Trente (en 1563) qui ont fait obligation de la publication des bans avant la cérémonie. Cette mesure est destinée à lutter contre les unions consanguines, entre cousins et parents proches. Il n'est alors plus possible de convoler dans la clandestinité.

## Par pays

### EnFrance
Le droit civil français rend la publication des bans obligatoire sauf pour les mariages in extremis.
Celle-ci est une publication affichée sur un panneau officiel dans chacun des lieux du mariage, et où chacun des époux a son domicile, ou à défaut sa résidence. Elle doit être affichée dix jours précédant la date du mariage pour que la cérémonie puisse être célébrée. La publication des bans se fait à la mairie, suivant l'article 166 du Code civil.
Le procureur de la République local peut dispenser, pour des causes graves, de la publication des bans ; ce fut par exemple le cas pour l'union de Nicolas Sarkozy et Carla Bruni.

### EnBelgique
La publication des bans de mariage a été introduite sous l'occupation française de la Belgique le 29 prairial an IV (17 juin 1796). À cette date, le Directoire ordonna la publication des lois françaises relatives à l'état civil.
La publication des bans a été supprimée le 1er janvier 2000.

### Au Québec (Canada)
En droit québécois, les règles relatives à la publication du mariage sont prévues aux articles 368 à 371 du Code civil du Québec et par le Règlement sur la publication de l'avis du mariage ou de l'union civile. L'art. 368 C.c.Q. prévoit qu'« une publication doit être faite, pendant 20 jours avant la date prévue pour la célébration d’un mariage, par voie d’inscription d’un avis sur le site Internet du directeur de l’état civil. Aucune publication n’est toutefois exigée lorsque les futurs époux sont déjà unis civilement ».